# Colombiculture
Élevage de pigeons

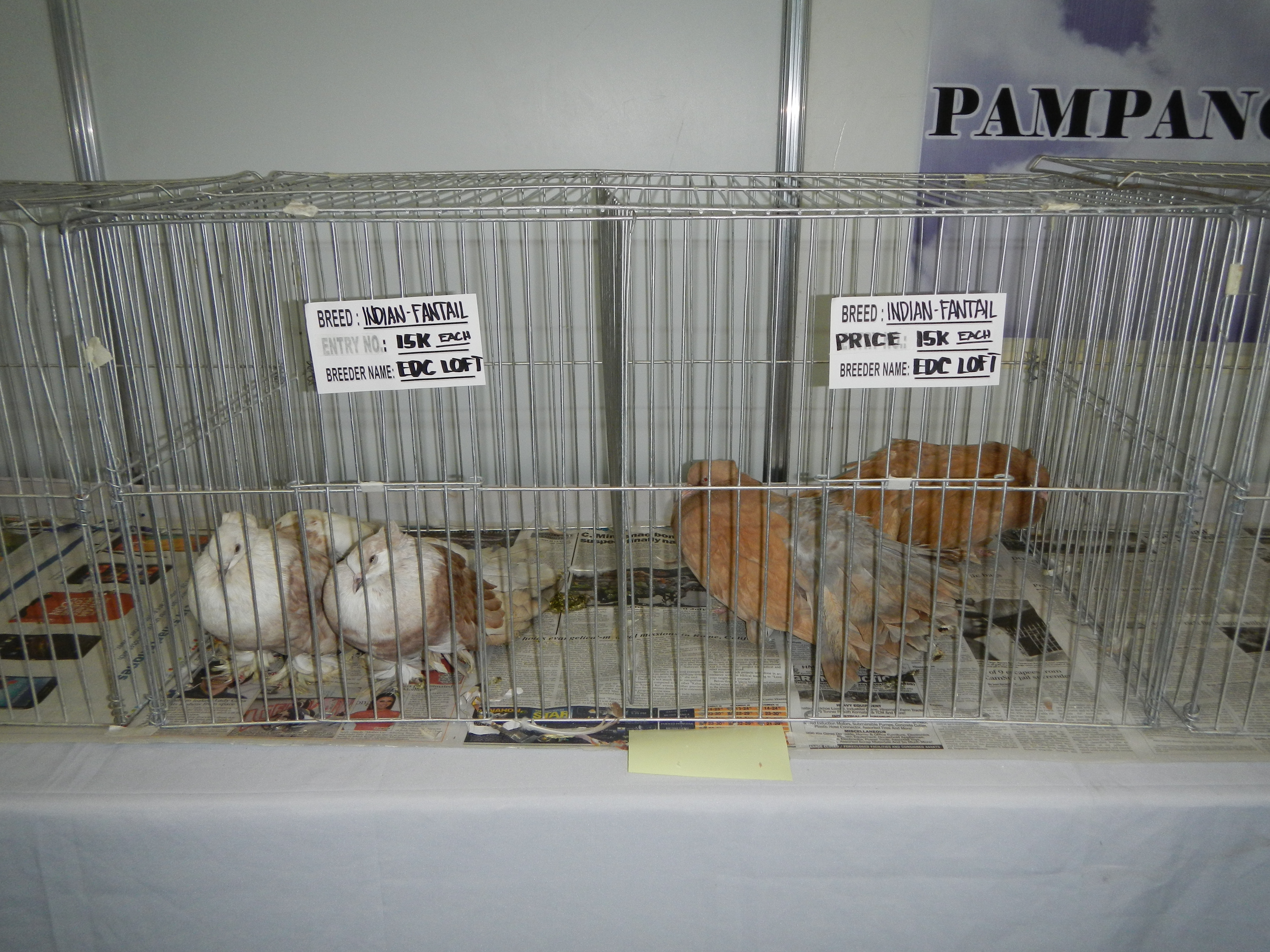
Pigeons de fantaisie et pigeons voyageurs à la World Pigeon Expo 2014, aux Philippines.

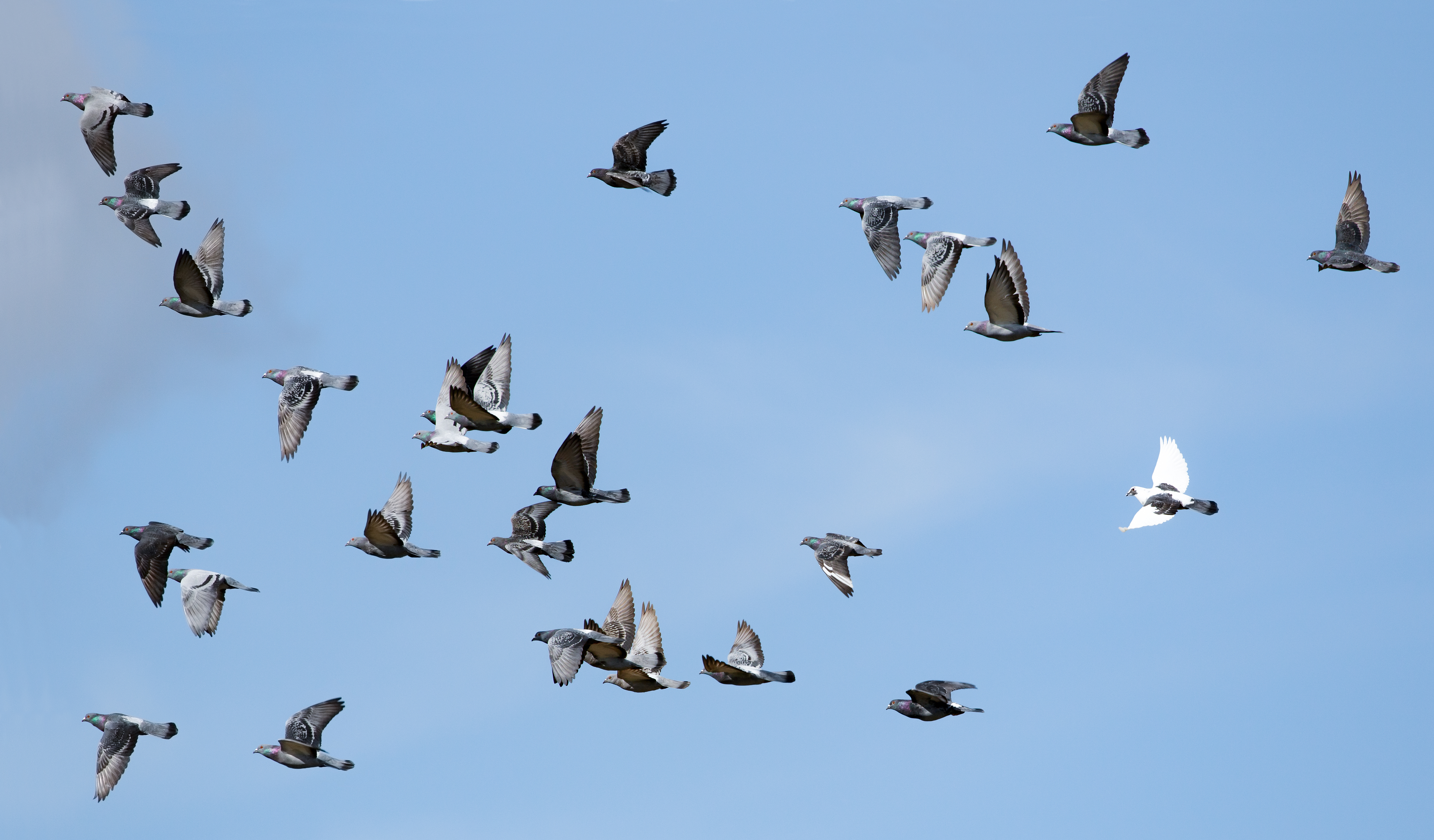
Vol de pigeons.

La colombiculture (parfois columbiculture) ou élevage de pigeons est l'ensemble des opérations visant à faire reproduire le pigeon domestique, la version domestiquée du Pigeon biset (Columba livia), au profit de l'activité humaine. Une personne qui pratique cet élevage est un colombiculteur et l'établissement concerné s'appelle un colombier. Il a pour objet principal la production de viande à destination de l'alimentation humaine et la sélection d'oiseaux d'ornement (de). Ce petit élevage se pratique surtout en Afrique du Nord, en Asie et en Europe.